# Episodi di Fargo (quarta stagione)
La quarta stagione della serie televisiva Fargo, composta da 11 episodi, è stata trasmessa in prima visione assoluta negli Stati Uniti dal canale FX dal 27 settembre al 29 novembre 2020.
In Italia la stagione è andata in onda sul canale satellitare Sky Atlantic dal 16 novembre al 14 dicembre 2020. In chiaro è stata trasmessa su Rai 4 dal 2 al 30 ottobre 2021.
| n° | Titolo originale                 | Titolo italiano                   | Prima TV USA      | Prima TV Italia  |
| -- | -------------------------------- | --------------------------------- | ----------------- | ---------------- |
| 1  | Welcome to the Alternate Economy | Benvenuti nell'economia alternata | 27 settembre 2020 | 16 novembre 2020 |
| 2  | The Land of Taking and Killing   | La terra del prendere e uccidere  | 27 settembre 2020 | 16 novembre 2020 |
| 3  | Raddoppiarlo                     | Raddoppiarlo                      | 4 ottobre 2020    | 23 novembre 2020 |
| 4  | The Pretend War                  | La finta guerra                   | 11 ottobre 2020   | 23 novembre 2020 |
| 5  | The Birthplace of Civilization   | La culla della civiltà            | 18 ottobre 2020   | 30 novembre 2020 |
| 6  | Camp Elegance                    | Camp Elegance                     | 25 ottobre 2020   | 30 novembre 2020 |
| 7  | Lay Away                         | Metti da parte per il futuro      | 1º novembre 2020  | 7 dicembre 2020  |
| 8  | The Nadir                        | Il nadir                          | 8 novembre 2020   | 7 dicembre 2020  |
| 9  | East/West                        | Est/Ovest                         | 15 novembre 2020  | 14 dicembre 2020 |
| 10 | Happy                            | Happy                             | 22 novembre 2020  | 14 dicembre 2020 |
| 11 | Storia Americana                 | Storia americana                  | 29 novembre 2020  | 14 dicembre 2020 |